# Carolina de Deus
Carolina de Deus é uma cantora e compositora de 23 anos, natural de Lisboa, estudou direito durante pelo menos 4 anos, em Lisboa, no entanto agora vive da música e usa o seu curso de direito como um “plano B”.
Sempre se interessou pela música, e aos 13 anos começou a pensar mais quando foi influenciado pela sua irmã mais velha, Maria de Deus que também canta.
Atualmente tem 1 álbum “Dores de Crescimento”  com pelo menos 10 músicas da sua autoria, sendo uma das músicas “Talvez” a sua primeira música publicada em 2022, e que se tornou num êxito, levando a que fosse a artista portuguesa mais pesquisada na aplicação Shazam, em Portugal e ultrapassando também um milhão de visualizações no Youtube.

## Biografia
A música na vida de Carolina esteve sempre presente, desde as influências da sua irmã Maria de Deus que também canta, como a dos seus pais que mesmo não cantando sempre lhe mostraram diversos tipos de músicas e cantores como por exemplo José Cid, Rita Lee e Seu Jorge. Aos 15 anos fez parte de uma banda rock, como vocalista. Mostrou desde de cedo um interesse pelo piano, e aos 19 anos deu o seu primeiro passo num concurso televisivo, “La Banda” transmitido na RTP em 2019, este fez com que Carolina estivesse parada durante 6 meses para uma total dedicação, como “resposta” ao seu imenso esforço e dedicação, Carolina de Deus acabou por ser finalista do programa.

## Carreira musical
Lançou o seu primeiro single, "Talvez" com letra e música da sua autoria, publicado em Janeiro de 2022. No mesmo ano foi nomeada para um Globo de Ouro, categoria Revelação do Ano. Em seguida, lançou a música “Querido futuro namorado”, escrita com Zé Manuel, vocalista da banda Fingertips, publicada em junho de 2022.
Em maio de 2023, é publicada mais uma música, “Dores de Crescimento”, que conta com a participação de António Zambujo. Uma música que retrata todo o processo interior de quem cresce rodeado de emoções e sentimentos contraditórios.
Dores de Crescimento é também o nome do seu disco de estreia, lançado no dia 12 de maio de 2023. Além das músicas “Talvez”, “Querido Futuro Namorado” e “Dores de Crescimento” o disco conta com mais 6 canções: “Seria Estúpido Ligar-Te”, “Deixa-te Levar”, “Como Deve Ser”, “Je Veux”, “Pensamento”, “Pensas em Mim” e Conta-me.
Por último, tem também uma música cantada em dueto de nome "Volta que eu aguento" da autoria do cantor João Só.